# 오스트리아 축구 협회
오스트리아 축구 협회(독일어: Österreichischer Fußball-Bund; ÖFB)는 오스트리아의 축구를 관장하는 기관이다. 이 협회는 축구 리그, 오스트리아 분데스리가, 오스트리아컵, 오스트리아 축구 국가대표팀뿐만 아니라 여자에 상응하는 것들을 조직한다. 이 협회는 수도 빈에 기반을 두고 있다.
1905년 이래로 오스트리아는 FIFA 회원국이었고, 1954년 이래로 UEFA 회원국이었다. 2002년 4월 7일 이래로 오스트리아 복권 집행위원회 이사인 프리드리히 스티클러가 오스트리아 축구 협회의 회장을 맡고 있다. 그를 지지하는 사람은 오스트리아 축구 협회의 회장인 쿠르트 에렌베르크, 프랭크 스트로나흐, 게르하르트 카플 박사, 레오 윈드트너 박사이다. 2004년에는 오스트리아에 285,000명의 선수들이 2,309개의 팀에서 뛰고 있지만 비공식적으로 또는 인지되지 않은 팀에서 뛰고 있다고 발표되었다. 따라서 오스트리아 축구 협회는 오스트리아에서 가장 큰 스포츠 조직이다. 아마도 스키를 제외하고 축구는 오스트리아에서 가장 인기 있는 스포츠이다. 축구는 큰 가치를 가지고 있으며 오스트리아에서 풍부한 역사와 전통을 가지고 있다.

## 역사
1894년 빈에서 오스트리아 최초의 축구단인 퍼스트 비엔나 FC가 창단되었다. 이를 토대로 1904년 오스트리아 축구 협회가 설립되었다. 설립 1년 후 오스트리아는 국제 축구 연맹 FIFA의 회원국이 되었고 1908년 제5회 FIFA 총회를 개최하였다. 1913년에는 폴란드 축구 협회에 직접 종속된 갈리차 국가대표팀을 감독하였다.
1930년부터 1933년까지, 1950년부터 1954년까지, 그리고 1958년까지, 그리고 1978년, 1982년, 1990년, 그리고 1998년에는 오스트리아가 월드컵에 참가했다.